# شوهی هوشینو
شوهی هوشینو (انگلیسی: Shuhei Hoshino؛ زادهٔ ۱۹ دسامبر ۱۹۹۵) بازیکن فوتبال است.